# Quincy (zanger)
Quincy Schellevis (Amsterdam, 29 april 1978), beter bekend als kortweg Quincy, is een Nederlands zanger.

## Carrière
Quincy kreeg landelijke bekendheid toen hij de verkiezing voor de titelsong van de derde Big Brotherserie won: Morgen weer een dag. In januari 2008 bracht hij de single Slapeloze nachten uit die de 15e plaats in de Nederlandse Single Top 100 bereikte. In 2013 deed hij mee met de talentenjacht Bloed, zweet & tranen op SBS6.

## Discografie

### Albums
| Album met eventuele hitnotering(en) in de Nederlandse Album Top 100 | Datum van verschijnen | Datum van binnenkomst | Hoogste positie | Aantal weken | Opmerkingen |
| ------------------------------------------------------------------- | --------------------- | --------------------- | --------------- | ------------ | ----------- |
| Lopen naar het licht                                                | 23-03-2012            | 07-04-2012            | 12              | 2            |             |

### Singles
| Single met eventuele hitnotering(en) in de Nederlandse Top 40 | Datum van verschijnen | Datum van binnenkomst | Hoogste positie | Aantal weken | Opmerkingen                 |
| ------------------------------------------------------------- | --------------------- | --------------------- | --------------- | ------------ | --------------------------- |
| Elisa                                                         | 2001                  | -                     |                 |              | Nr. 98 in de Single Top 100 |
| Morgen weer een dag                                           | 2001                  | 10-11-2001            | 35              | 2            | Nr. 23 in de Single Top 100 |
| Verlangen                                                     | 2003                  | -                     |                 |              | Nr. 51 in de Single Top 100 |
| Slapeloze nachten                                             | 2008                  | -                     |                 |              | Nr. 15 in de Single Top 100 |
| De zee                                                        | 2008                  | -                     |                 |              | Nr. 28 in de Single Top 100 |
| Zolang je winnen kan                                          | 2009                  | -                     |                 |              | Nr. 21 in de Single Top 100 |
| Alles of niets                                                | 2011                  | -                     |                 |              | Nr. 27 in de Single Top 100 |